# Afanasovo
Afanásovo (en ruso: Афана́сово) es un pueblo (seló) de Rusia, perteneciente al asentamiento rural de la aldea de Mélijovo, en el raión de Uliánovo de la óblast de Kaluga.
En 2020, el pueblo recibió el título honorífico de la región de Kaluga "Frontera del valor militar".

## Historia
En 1638, en el libro centinela del distrito de Kozelsky, el pueblo de Afonasova fue mencionado desde el lado ruso de Dubenskaya zaseka, entre otros asentamientos. La proximidad de la aldea a la línea serif da derecho a afirmar que la población proporcionó milicias para proteger la línea serif Kozel.
En 1782, las tierras de la aldea de Afanasovo del distrito de Zhizdrinsky, donde había 27 patios, fueron divididos entre sí por varios terratenientes a la vez: los hermanos Ozerov, Ilya Afanasyevich Shenshin, así como los herederos de las familias Golofeyev y Khitrov. A principios del siglo XIX, el asentamiento recibió el estatus de pueblo, cuyas tierras fueron enumeradas para el mayor general Semyon Petrovich Ozerov y para el teniente Alexander Fedorovich Golofeev. Los hijos de Golofeev vendieron sus tierras en Afanasovo, dejando atrás sólo una pequeña parte de ellas.
En la Lista de lugares poblados de la Gobernación de Kaluga para 1859, Afanasovo aparece como una aldea posesiva en el río Polyanka, que consta de 49 patios. Después de la reforma de 1861, Afanasovo se convirtió en parte de la parroquia de Sopov. La finca en el pueblo era propiedad de Rotmistr Vasily Vladimirovich Kukol-Yasnopolsky, y después de su muerte en 1866 pasó a su hermana Ekaterina Vladimirovna, la viuda del capitán Yakov Andreevich Kurnosov. En 1867, el propietario de la finca era el comerciante del 1° gremio Ivan Alipievich Tsyplakov, a cuyo costo en 1870 se construyó una iglesia de madera de dos altares con un campanario en nombre de la Asunción de la Santísima Virgen María con un pasillo en honor del Gran Mártir Jorge, así como una capilla del cementerio.
Bajo el cargo de su hijo Nikolai Tsyplakov, la finca fue convertida en una escuela, donde estudiaban 120 niños campesinos, y posteriormente se convirtió en la destilería más grande de la provincia. Después de la revolución de 1917, la mansión señorial abandonada y el parque y jardín circundantes a la finca cayeron en mal estado. En 1936, la iglesia fue cerrada, y en los años posteriores durante la Segunda Guerra Mundial fue destruida.
En 1920, como parte del Uyezd de Zhizdrinsky, el pueblo fue transferido a la Gobernación de Bryansk. En los años siguientes, con la consolidación de los Vólosts, el Vólost de Sopovskaya se convirtió en parte del  Vólost de Plokhinskaya, que fue abolido en 1929, con la introducción de los distritos, después de lo cual el pueblo pasó al Distrito de Plokhinsky del Distrito Sukhinichi perteneciente al Óblast Occidental. En 1937, el distrito fue transferido al Óblast de Oriol, y en 1944 al Óblast de Kaluga.

## Demografía
| Gráfica de evolución demográfica de Afanasovo entre 1782 y 2010 |
|                                                                 |